# 伝染性ファブリキウス嚢病
伝染性ファブリキウス嚢病（でんせんせいファブリキウスのうびょう、伝染性ファブリキウス囊病、英: infectious bursal disease, IBD）は、伝染性ファブリキウス嚢病ウイルス感染を原因とする感染症。ガンボロ病とも呼ばれる。日本では家畜伝染病予防法において届出伝染病に指定されており、対象動物はニワトリ。伝染性ファブリキウス嚢病ウイルスはビルナウイルス科アビビルナウイルス属に属するRNAウイルス。ウイルスはファブリキウス嚢で増殖し、汚染糞便が感染源となる。鶏における症状は元気消失、緑色下痢便、免疫抑制などであり、治療法は確立されていない。伝染性ファブリキウス嚢病ウイルスは感染するとファブリキウス嚢のB細胞を破壊し、病理学的特徴としてファブリキウス嚢に浮腫を起こした後に速やかに萎縮、胃や筋胃内出血、脾腫、胸腺の出血や萎縮、リンパ性細胞の壊死が認められる。従来型と高病原性のvvIBDに分類される。診断には中和試験、寒天ゲル内沈降反応、蛍光抗体法、ELISAが用いられる。種鶏に生ワクチン、不活化ワクチン接種を行い、移行抗体により孵化直後の感染を防ぎ、移行抗体消失直後に雛に生ワクチンを接種することにより予防を行う。
| 特徴     | 従来型IBD                                    | vvIBD                                                                    |
| -------- | -------------------------------------------- | ------------------------------------------------------------------------ |
| 臨床症状 | 経度・一過性                                 | 急性・重度                                                               |
| 死亡率   | 低（0%~数%）                                 | 高（数%~60%以上）                                                        |
| 肉眼所見 | ファブリキウス嚢の腫大・混濁あるいは萎縮     | 従来型の所見に加え、胸腺混濁、肝臓混濁・脂肪化、骨髄脂肪化               |
| 組織所見 | ファブリキウス嚢濾胞リンパ球の壊死、濾胞萎縮 | ファブリキウス嚢、胸腺、盲腸扁桃、脾臓のリンパ節壊死とマクロファージ反応 |